# ريجنالد كروفورد
ريجنالد كروفورد (11 يونيو 1882 بليستر في المملكة المتحدة - 15 نوفمبر 1945 في المملكة المتحدة) (بالإنجليزية: Reginald Crawford)‏ هو لاعب كريكت بريطاني (وحمل سابقاً جنسية المملكة المتحدة لبريطانيا العظمى وأيرلندا). لعب مع نادي مقاطعة ليسترشاير للكريكت ‏.